# باولو باتيستا جونيور
باولو باتيستا جونيور هو لاعب هوكي الحقل برازيلي، ولد في 27 يناير 1993.

## روابط خارجية
- باولو باتيستا جونيور على موقع أوليمبيديا (الإنجليزية)
- باولو باتيستا جونيور على موقع اللجنة الأولمبية البرازيلية (البرتغالية)